# Rius
Eduardo Humberto del Río García (20 tháng 6 năm 1934 - 8 tháng 8 năm 2017), được biết đến với bút danh Rius, là một trí thức, nhà hoạt họa chính trị và nhà văn người Mexico sinh ra ở Zamora, Michoacán.
Một trong những họa sĩ truyện tranh Mexico nổi tiếng nhất, Rius đã viết hơn một trăm cuốn sách vẫn còn phổ biến rộng rãi, đặc biệt là trong số những độc giả Mexico của ông. Rius là một nhà hoạt động chính trị quyết liệt, và quan điểm tiến bộ và cánh tả của ông thường có mặt trong các tác phẩm của ông, kèm theo một sự chỉ trích mạnh mẽ về các học thuyết của Mexico, chính sách của Chính phủ Hoa Kỳ và Giáo hội Công giáo. Ông từng là một người ủng hộ công khai cuộc cách mạng Cuba như ở Cuba cho người mới bắt đầu và là người đồng tình với khối Xô Viết mạnh mẽ cho đến khi kết thúc Chiến tranh Lạnh.
Trong những năm 1960, ông bắt đầu hoạt hình trên các tạp chí và báo chí, đôi khi liên quan đến các chủ đề chính trị. Ông đã thực hiện hai truyện tranh nổi tiếng, Los Supermachos và Los agachados, đó là một lời chỉ trích hài hước của chính phủ Mexico. Sau những thành công của mình với những điều này, ông đã tạo ra nhiều cuốn sách, tất cả đều được minh họa và viết bằng tay và bao gồm một loạt các chủ đề về chính trị, ăn chay và tôn giáo. Những cuốn sách của ông đã trở nên phổ biến chủ yếu vì sự hài hước của chúng, cố gắng tiếp cận người đọc nói chung, cũng như vì sự đơn giản và trí tuệ của họ. Họ đưa ra một cái nhìn tổng quan về chủ đề của họ mà không trở nên khó khăn.
Năm 1970, ấn bản tiếng Anh đầu tiên của cuốn sách Rius's Cuba para viceiantes, một bộ truyện tranh hài hước về lịch sử và cách mạng Cuba, đã được xuất bản tại Hoa Kỳ với tên Cuba cho người mới bắt đầu. Cuốn sách này không có tác động đặc biệt lớn, nhưng ấn bản tiếng Anh năm 1976 của Marx for Beginners, bản dịch của Marx para viceiantes (1972), một tác phẩm truyện tranh về cuộc đời và ý tưởng của Karl Marx, đã trở thành một cuốn sách bán chạy quốc tế và khởi động loạt sách dành cho người mới bắt đầu từ các nhà văn và độc giả và sau đó là Icon Icon.
Trong những năm 1990, ông đã tham gia vào hai tạp chí hài hước chính trị: El Chahuistle và El Chamuco (được đặt theo tên của một bệnh dịch côn trùng và ma quỷ, vì chúng rất khắc nghiệt đối với các chính trị gia và các nhà lãnh đạo tôn giáo).
Thành công và sự nghiệp lâu dài của ông đã khiến ông trở thành một điểm tham chiếu đến các thế hệ họa sĩ chính trị mới hơn ở México. Đạo diễn người Mexico Alfonso Arau đã thực hiện Calzonzin Inspector, một bộ phim hành động trực tiếp dựa trên các nhân vật xuất hiện trong Los Supermachos được phát hành năm 1974.